# 池坊

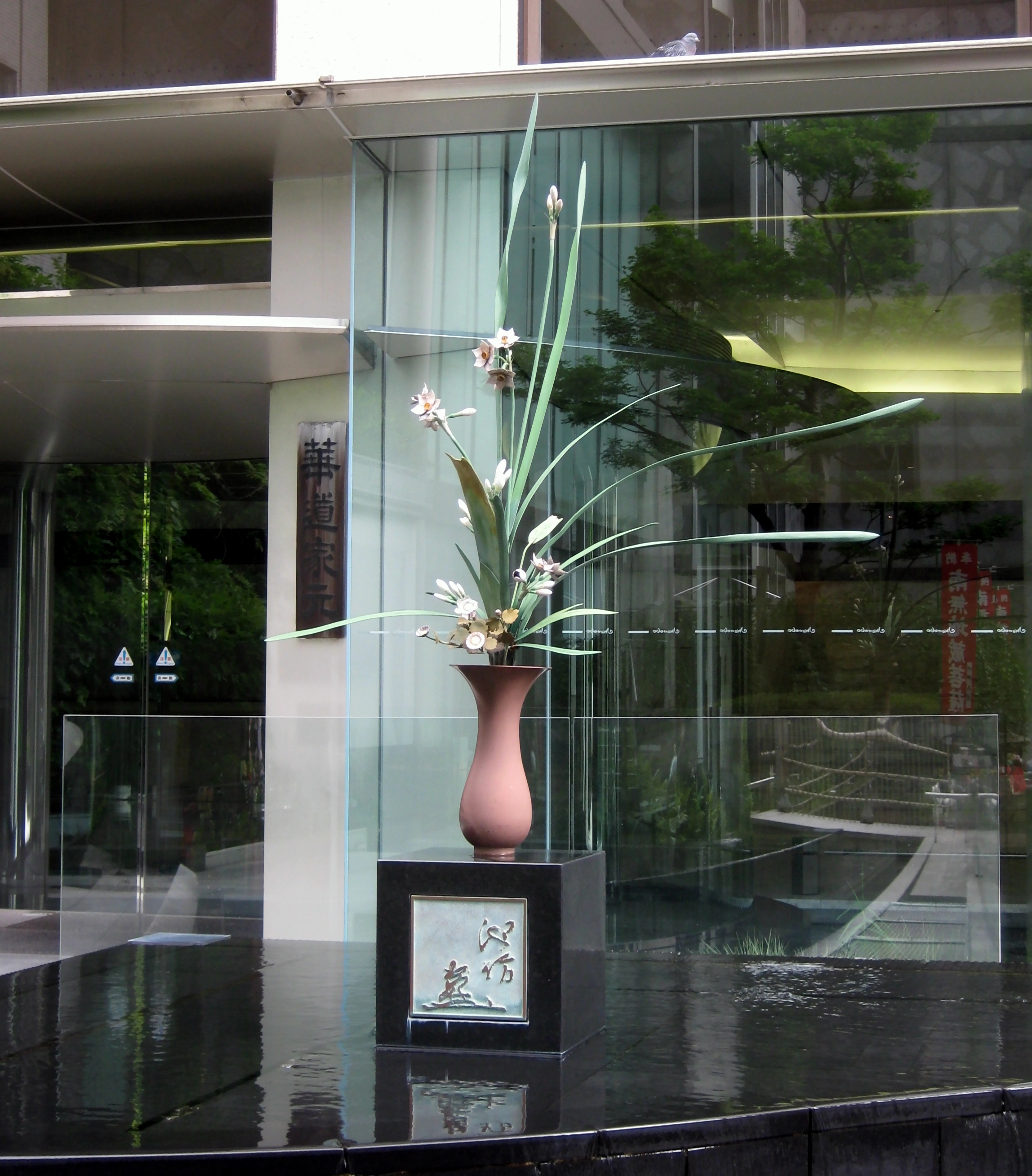
池坊専好の立花、六角堂、京都市中京区

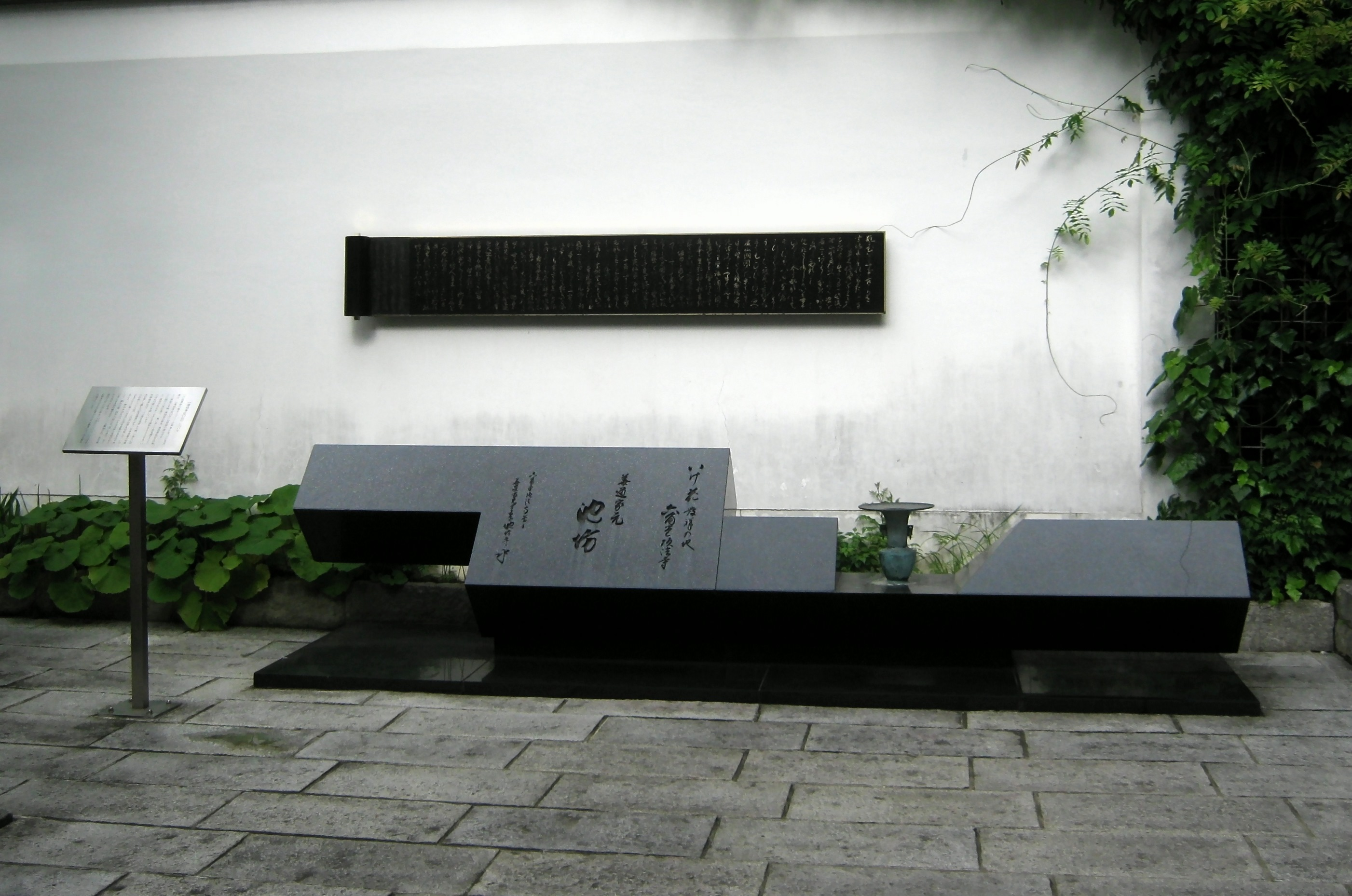
いけ花発祥の地モニュメント、背景の文書は池防専応口伝の冒頭、六角堂、京都市中京区

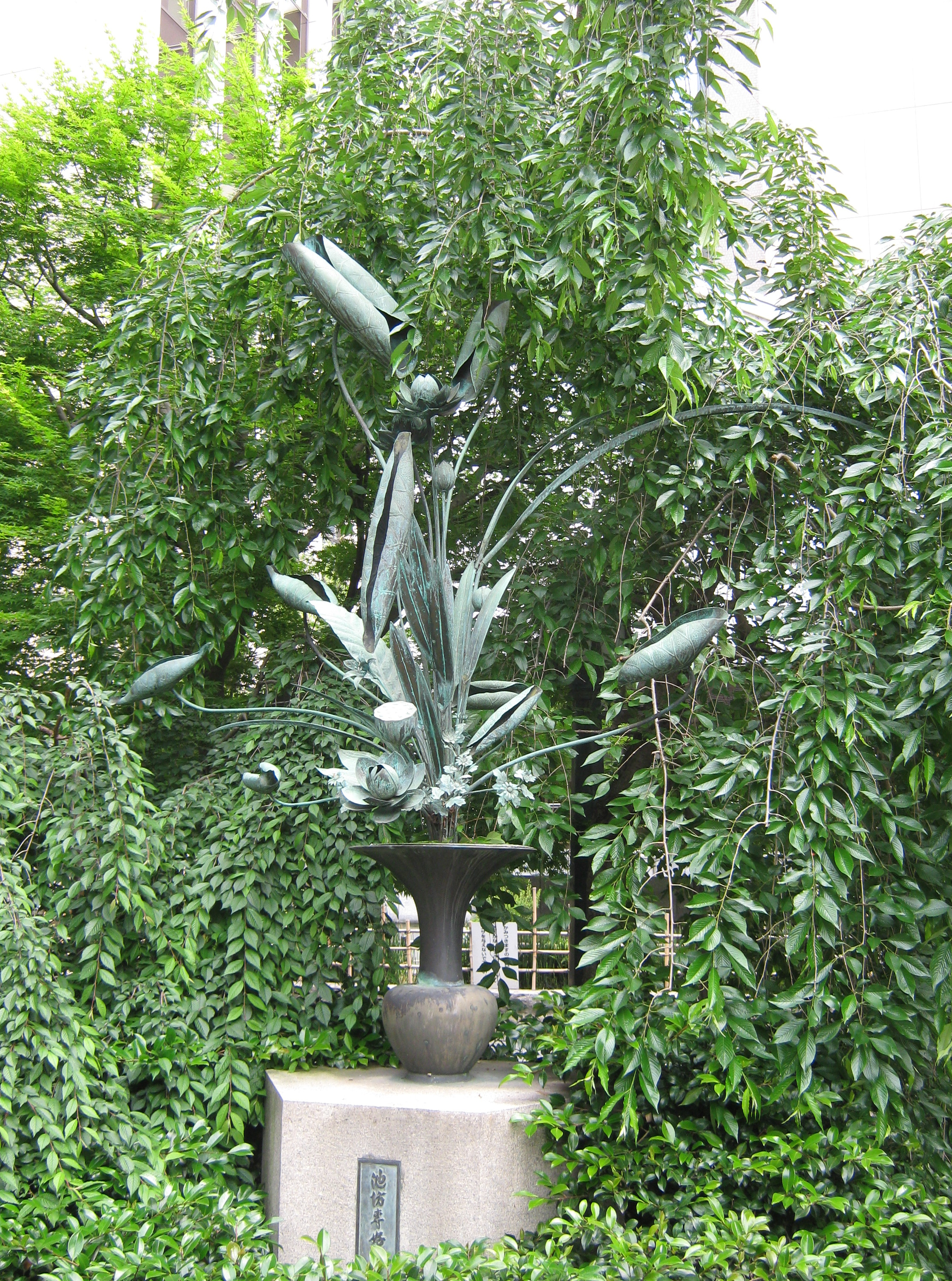
池坊専好の立花、六角堂、京都市中京区

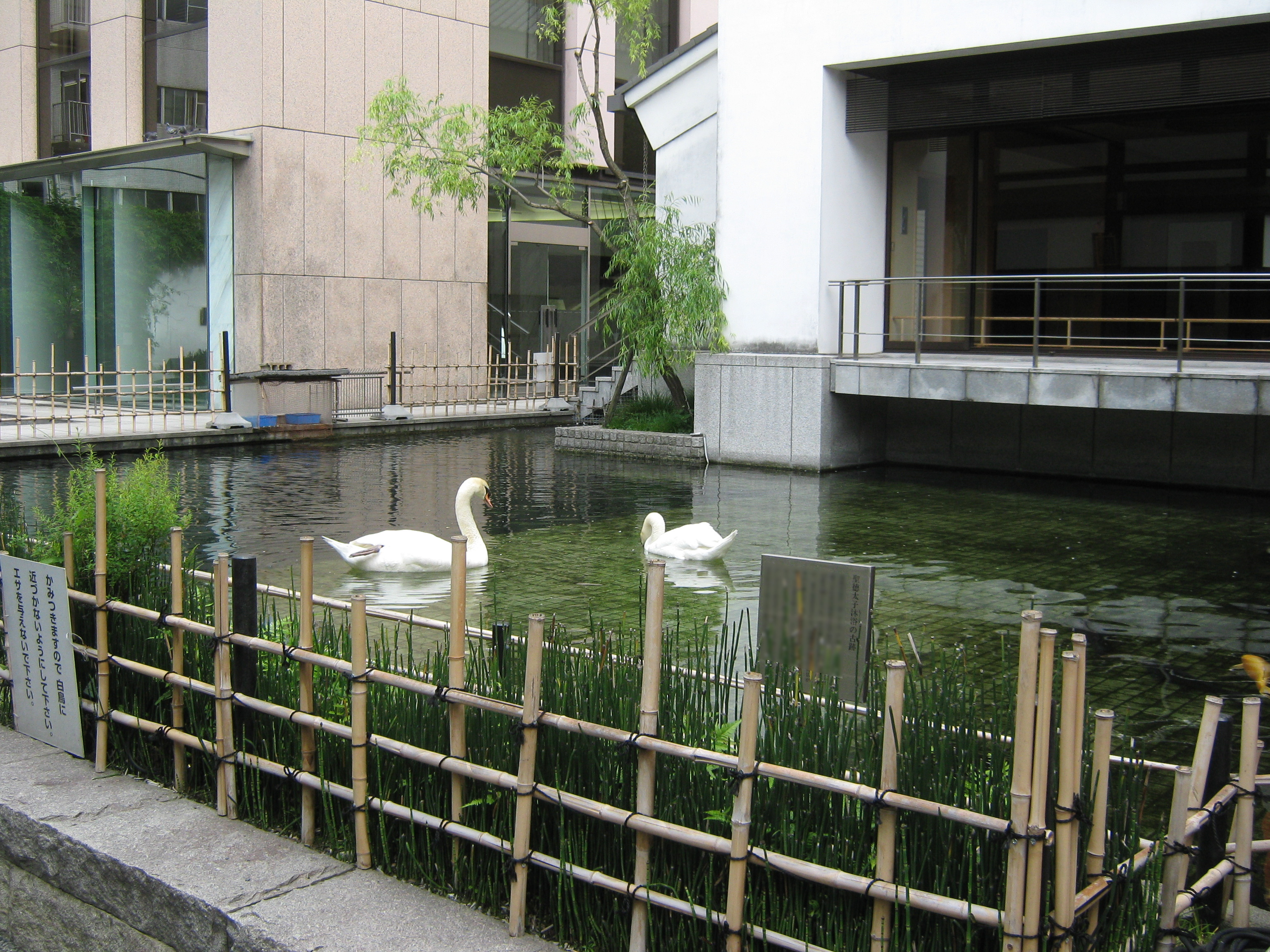
聖徳太子沐浴の古跡、池坊の名の由来、六角堂、京都市中京区

池坊（いけのぼう）は、日本の華道家元。いけばなの根源。“流”は付かない。最古かつ最大の会員数を誇る。紫雲山頂法寺（京都市中京区、通称六角堂）の住職が家元を兼ねる。池坊の名称は、聖徳太子が沐浴した池に由来している。

## 沿革
頂法寺（六角堂）の寺伝縁起から、同寺が建立されたとされる用明天皇2年（587年）を池坊は創業年としているが、史学的な根拠は無い。そもそも1974年（昭和49年）から翌年にかけて実施された発掘調査の結果、飛鳥時代の遺構は検出されず、六角堂の実際の創建は10世紀後半頃と推定されている。六角堂が史料に現れるのは11世紀初めからである。
聖徳太子の命により小野妹子が入道し仏前に花を供えた。これが華道の由来とされ、妹子の寺坊が池のほとりにあったことから「池坊」と呼ばれたとされている。ただし、頂法寺の縁起類には、聖徳太子が沐浴した池にちなんで寺坊を「池坊」と号したことと、小野妹子を寺主としたことは述べられているが、妹子と華道の関係については述べられていない。小野妹子を華道の道祖とするのは、史料で知られる限りでは近世以降のことである。
池坊といけばなの関連についての文献上の初見は寛正3年（1462年）である。池坊の僧は、頂法寺（六角堂）の執行（しぎょう）として六角堂の本尊如意輪観音に花を供えることとなっていた。東福寺の僧雲泉太極の日記『碧山日録』の寛正3年2月25日条に、池坊12世池坊専慶が草花数十枝を金瓶に挿し、京都の好事家の評判を呼んだ、とある。この12世専慶が立花（たてばな）の名手として知られ、専慶から池坊としての立花が生じた。天文11年（1542年）には、次代の専応が花伝書『池坊専応口伝』を著して立花の理論と技術を体系化した。専応の後、専栄、専好（初代）、専好（二代）によって立花が大成された。江戸時代中期には、立花よりも簡略な生花（しょうか）が成立し、門弟の大幅な増加に繋がった。現在は、自由花（じゆうか）を加え三つの様式がある。

## 様式
- 立花（りっか）

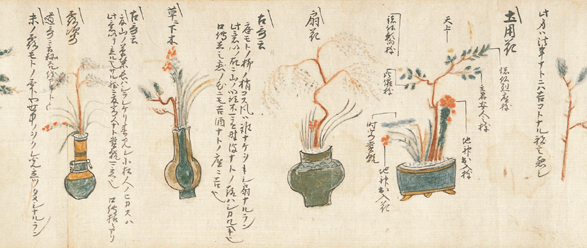
(池坊専慶著『花王襲宿伝書』1486年～1499年)

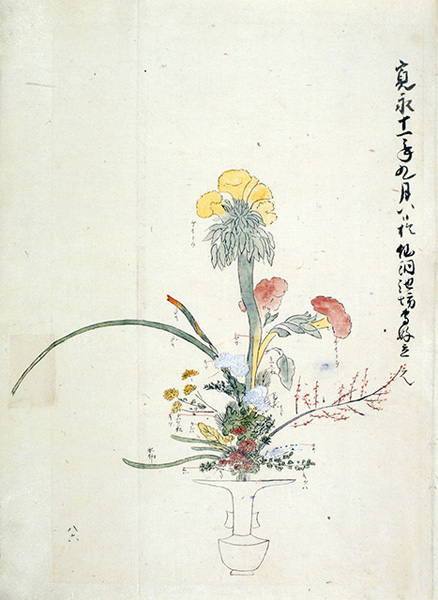
立花(重要文化財『池坊専好立花図』1628年～1635年)

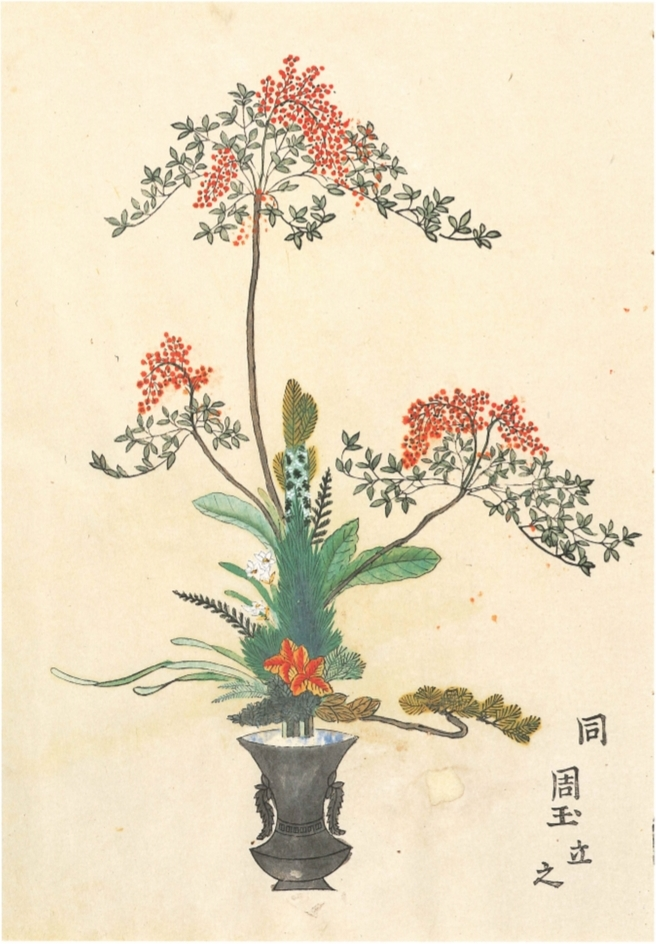
「立花図并砂物」1673年

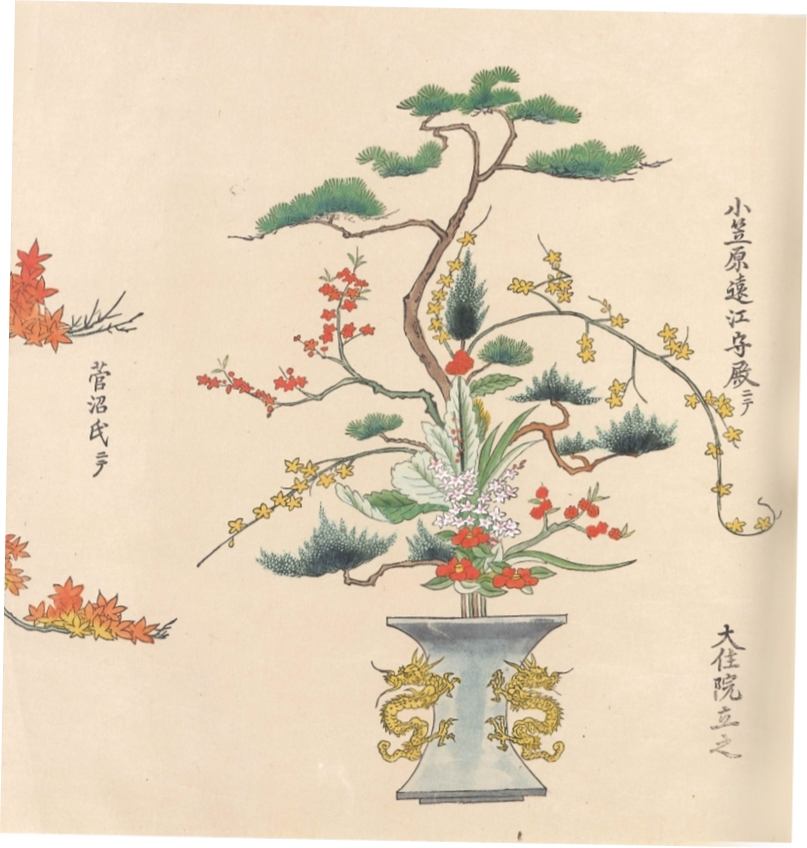
「大住院立花砂物図」17世紀

- 立花正風体（りっかしょうふうたい）⇒伝統的な様式。
- 立花新風体（りっかしんぷうたい）⇒池坊専永が発表。

- 生花（しょうか）

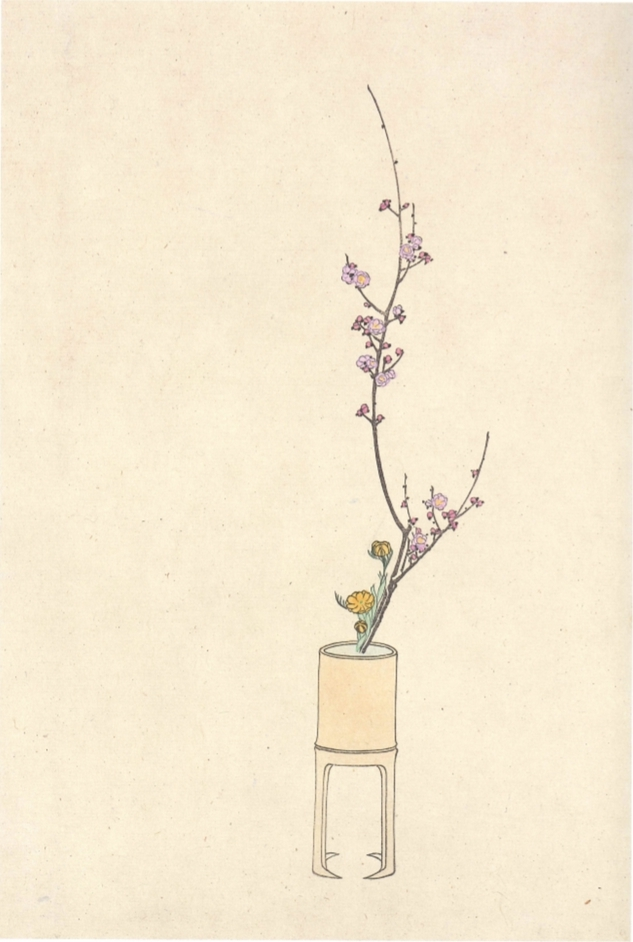
生花(池坊専定著｡四条派の画家、松村景文と横山清暉画『挿花百規』1820年)

- 生花正風体（しょうかしょうふうたい）⇒伝統的な様式。
- 生花新風体（しょうかしんぷうたい）⇒池坊専永が発表。

- 自由花（じゆうか）

かつては応用花、投入（なげいれ）、盛花（もりばな）とも称されていた。

## 江戸時代以降の歴代家元
- 31世 池坊専好（初代）
- 32世 池坊専好（二代）
- 33世 池坊専存
- 34世 池坊専養
- 35世 池坊専好（三代）
- 36世 池坊専純
- 37世 池坊専意
- 38世 池坊専純〔再任〕
- 39世 池坊専弘
- 40世 池坊専定
- 41世 池坊専明
- 42世 池坊専正
- 43世 池坊専啓（1869-1944） - 油小路隆董の次男[1]、池坊専正の養子（旧名・油小路隆定）[2]
- 44世 池坊専威（1900-1945） - 油小路隆元の子、池坊専啓の甥で養子（旧名・油小路隆久）[3]
- 45世 池坊専永（現家元）
- 46世 池坊専好（池坊初の女性の家元）

## 池坊 花逍遥（しょうよう）100選プロジェクト
- 花き産業と花きの文化の振興を目的とした「花きの振興に関する法律」（平成26年法律第102号）が成立し、平成26年12月1日より施行された[4]ことより池坊華道会は、全国の花風景を募集し、応募のあった1200ヶ所より「華道の精神を映している」「未来にのこしたい」の双方の条件を満足する100ヶ所を池坊 花逍遥100選として認定した[5]。今後、花風景を有する自治体などに「認定書」を発行し、池坊のいけばな展で紹介し、地域ブランドづくりを支援する。